# تفاعل ازدواج
تفاعل الازدواج في الكيمياء العضوية هو مختلف التفاعلات في الكيمياء العضوية الفلزية التي يرتبط فيها جزئان من الهيدروكربونات بمساعدة معدن يحتوي محفز.
يجب أن تقسم تفاعلات الازدواج إلى صنفين أساسيين: 
- ازدواج متبادل (Cross couplings) يتفاعل وفقها جزيئان مختلفان ليشكلا جزيئا واحدا جديدا. مثل التفاعل كلوريد النيكل المحفز لهاليد أريل المغنزيوم مع هاليد الأريل لتشكيل أريل مزدوج. مثال ازدواج ستايل Stille Coupling:

{\displaystyle \mathrm {R_{1}-X\quad +\quad R_{2}Sn(R_{3})_{3}\quad {\xrightarrow[{-(R_{3})_{3}Sn-X}]{Pd^{0}}}\quad R_{1}-R_{2}} }
- ازدواج مثلي (homocoupling) هو تفاعل أولمان وهو تفاعل معدل النحاس مع جزيئين من هاليد الأريل ليشكل أريل مزدوج. يتطلب تفاعل أولمان غالبا درجات حرارة عالية وقد استبدل في الاصطناع الكيميائي بتفاعلات الازدواج المحفز بالبالاديوم (palladium-catalyzed coupling reactions).

{\displaystyle \mathrm {Ar-I\quad +\quad Ar-I\quad {\xrightarrow[{-CuI_{2}}]{Cu}}\quad Ar-Ar} }

## اقرأ أيضاً
- تفاعل فيتيغ
- تفاعل ازدواج البيناكول